# ライアン・カヴァノー
ライアン・カヴァノー（Ryan Kavanaugh [ˈkævəˌnɔː]、1974年12月4日 - ）は、アメリカ合衆国の映画プロデューサー、実業家。2004年にレラティビティ・メディアを設立し、以来最高経営責任者を務めている。

## 生い立ち
カリフォルニア大学サンタバーバラ校で学び、カリフォルニア大学ロサンゼルス校へ進んだ。在学中に証券会社ディーン・ウィッターに勤務し、卒業年度にはヘッジファンドを立ち上げたが、結局UCLAを卒業することはなかった。
父親は9か国語を話すドイツ人医師で、白内障治療の研究や、ライアンとともに癌治療の研究開発に携わっている。

## キャリア
2004年、レラティビティ・メディアを設立。同社が最初にクレジットされた長編映画は2006年の『RV』だった。2008年、同社はソニー・ピクチャーズ エンタテインメント、ライオンズゲート、ウォルト・ディズニー・ピクチャーズ、パラマウント・ピクチャーズ、ユニバーサル映画と2015年までの共同出資契約を結ぶ。
2009年1月にはユニバーサルからフォーカス・フィーチャーズのジャンル映画製作部門ローグ・ピクチャーズを約1億5000万ドルで買収。2010年7月にはオーバーチュア・フィルムズの配給・宣伝部門を買収した。
また2011年1月、同社はパラマウント ホーム エンタテインメントで事業社長を務めたスティーヴ・バートラムを最高執行責任者兼最高財務責任者に迎えた。

## 私生活
2008年、2度にわたり飲酒運転の疑いで逮捕された。